# Буенавентура Дурруті
Буенавентура Дурруті-і-Домінго (ісп. Buenaventura Durruti Dumange; нар. 14 липня 1896, Леон — пом. 20 листопада 1936, Мадрид) — громадсько-політичний діяч Іспанії, ключова фігура анархістського руху до і в період громадянської війни в країні. Загинув під час оборони Мадрида.